# Jonathan Quick
Jonathan Douglas Quick (* 21. ledna 1986, Milford, Connecticut, USA) je americký hokejový brankář hrající v týmu New York Rangers v severoamerické lize NHL. V letech 2012 a 2014 vyhrál Stanley Cup s týmem Los Angeles Kings a byl také oceněn trofejí Conn Smythe za nejužitečnějšího hráče play-off za rok 2012. V roce 2023 přidal své třetí prvenství ve dresu Vegas Golden Knights.

## Kariéra

### Středoškolský a univerzitní hokej
Quick hrál ve středoškolské americké lize za Hamden High School, před tím než přestoupil do Avonu Old Farms. V Hamdenu byl Quick jmenován do 2. New Haven Register All-Area Hockey Teamu. V Avonu vytvořil rekord školní ligy v Nové Anglii, když vychytal 9 čistých kont v jedné sezóně. Poté, co nastoupil za University of Massachusetts, tak hned ve své první sezóně v divizi Hockey East (součást NCAA) vévodil brankářům s njvíce odchytanými minutami v lize. V roce 2005 byl draftován do NHL týmem Los Angeles Kings.

### Los Angeles Kings
Quick začal sezónu 2008–09 na farmě Kings v AHL, v týmu Manchester Monarchs, kde se střídal v zápasech s Jonathanem Bernierem. 16. prosince 2008 byl povolán k týmu Kings do NHL, poté co si první brankář Kings – Erik Ersberg poranil třísla. 23. prosince 2008 vychytal své první čisté konto v NHL proti Columbusu Blue Jackets a za třetí prosincový týden byl vyhlášen třetí hvězdou týdne NHL. Za první týden v únoru 2009 byl vyhlášen první hvězdou týdne v NHL.V sezóně 2011–12 a 2013–14 s nimi vyhrál Stanley Cup po skvělých výkonech celého týmu Kings.

## Osobní život
Jonathan Quick je ženatý s Jaclyn a spolu mají jednu dceru Madisan Mychal Quickovou, která se narodila 11. března 2010. Jaclynina sestra Alicia je vdaná za útočníka Buffala Sabres – Matta Moulsona.

## Individuální úspěchy
- Hockey East 2. All-Star Team – 2006–07
- NCAA East 2. All-American Team – 2006–07
- Absolvent ECHL měsíce – 12/2010
- Conn Smythe Trophy – 2011–12

## Týmové úspěchy
- Stříbrná medaile na ZOH – 2010
- Stanley Cup NHL – 2012, 2014, 2023

## Prvenství
- Debut v NHL - 6. prosince 2007 (Los Angeles Kings proti Buffalo Sabres)
- První inkasovaný gól v NHL - 6. prosince 2007 (Los Angeles Kings proti Buffalo Sabres, americkým útočníkem Drew Stafford)
- První čisté konto v NHL - 23. prosince 2008 (Columbus Blue Jackets proti Los Angeles Kings)

## Statistiky

### Základní části
| Sezona       | Tým                         | Liga         | Z   | V   | P   | R/Pvp | MIN    | OG    | ČK | POG  | %ChS |
| ------------ | --------------------------- | ------------ | --- | --- | --- | ----- | ------ | ----- | -- | ---- | ---- |
| 2002–03      | Avon Old Farms              | USHS         | 13  | 8   | 5   | 0     | 780    | 38    | 0  | 2.92 | .910 |
| 2003–04      | Avon Old Farms              | USHS         | 21  | 20  | 1   | 0     | 1,317  | 41    | 2  | 1.71 | .933 |
| 2004–05      | Avon Old Farms              | USHS         | 27  | 25  | 2   | 0     | 1,574  | 32    | 9  | 1.14 | .956 |
| 2005–06      | U. of Massachusetts-Amherst | HE           | 17  | 4   | 10  | 1     | 905    | 45    | 0  | 2.98 | .920 |
| 2006–07      | U. of Massachusetts-Amherst | HE           | 37  | 19  | 12  | 5     | 2,224  | 80    | 3  | 2.16 | .929 |
| 2007–08      | Reading Royals              | ECHL         | 38  | 23  | 11  | 3     | 2,257  | 105   | 1  | 2.79 | .905 |
| 2007–08      | Manchester Monarchs         | AHL          | 19  | 11  | 8   | 0     | 1,085  | 42    | 3  | 2.32 | .922 |
| 2007–08      | Los Angeles Kings           | NHL          | 3   | 1   | 2   | 0     | 141    | 9     | 0  | 3.84 | .855 |
| 2008–09      | Manchester Monarchs         | AHL          | 14  | 6   | 5   | 2     | 827    | 37    | 0  | 2.68 | .919 |
| 2008–09      | Los Angeles Kings           | NHL          | 44  | 21  | 18  | 2     | 2,495  | 103   | 4  | 2.48 | .914 |
| 2009–10      | Los Angeles Kings           | NHL          | 72  | 39  | 24  | 7     | 4,258  | 180   | 4  | 2.54 | .907 |
| 2010–11      | Los Angeles Kings           | NHL          | 61  | 35  | 22  | 3     | 3,591  | 134   | 6  | 2.24 | .918 |
| 2011–12      | Los Angeles Kings           | NHL          | 69  | 35  | 21  | 13    | 4,099  | 133   | 10 | 1.95 | .929 |
| 2012–13      | Los Angeles Kings           | NHL          | 37  | 18  | 13  | 4     | 2,134  | 87    | 1  | 2.45 | .902 |
| 2013–14      | Los Angeles Kings           | NHL          | 49  | 27  | 17  | 4     | 2,904  | 100   | 6  | 2.07 | .915 |
| 2014–15      | Los Angeles Kings           | NHL          | 72  | 36  | 22  | 13    | 4,184  | 156   | 6  | 2.24 | .918 |
| 2015–16      | Los Angeles Kings           | NHL          | 68  | 40  | 23  | 5     | 4,034  | 149   | 5  | 2.22 | .918 |
| 2016–17      | Los Angeles Kings           | NHL          | 17  | 8   | 5   | 2     | 931    | 35    | 2  | 2.26 | .917 |
| 2017–18      | Los Angeles Kings           | NHL          | 64  | 33  | 28  | 3     | 3,677  | 147   | 5  | 2.40 | .921 |
| 2018–19      | Los Angeles Kings           | NHL          | 46  | 16  | 23  | 7     | 2,648  | 149   | 2  | 3.38 | .888 |
| 2019–20      | Los Angeles Kings           | NHL          | 42  | 16  | 22  | 4     | 2,517  | 117   | 1  | 2.79 | .904 |
| 2020–21      | Los Angeles Kings           | NHL          | 22  | 11  | 9   | 2     | 1,219  | 58    | 2  | 2.86 | .898 |
| 2021–22      | Los Angeles Kings           | NHL          | 46  | 23  | 13  | 9     | 2,686  | 116   | 2  | 2.59 | .910 |
| 2022–23      | Los Angeles Kings           | NHL          | 31  | 11  | 13  | 4     | 1,698  | 99    | 1  | 3.50 | .876 |
| 2022–23      | Vegas Golden Knights        | NHL          | 10  | 5   | 2   | 2     | 536    | 28    | 1  | 3.13 | .901 |
| 2023–24      | New York Rangers            | NHL          | 27  | 18  | 6   | 2     | 1,583  | 69    | 2  | 2.62 | .911 |
| 2024–25      | New York Rangers            | NHL          | 24  | 11  | 7   | 2     | 1,326  | 70    | 3  | 3.17 | .893 |
| Celkem v NHL | Celkem v NHL                | Celkem v NHL | 804 | 404 | 290 | 88    | 46,661 | 1,939 | 63 | 2.49 | .911 |

### Play-off
| Sezona       | Tým                 | Liga         | Z  | V  | P  | MIN   | OG  | ČK | POG  | %ChS |
| ------------ | ------------------- | ------------ | -- | -- | -- | ----- | --- | -- | ---- | ---- |
| 2003–04      | Avon Old Farms      | USHS         | 3  | 3  | 0  | 184   | 7   | 0  | 2.05 | .909 |
| 2004–05      | Avon Old Farms      | USHS         | 3  | 3  | 0  | 162   | 1   | 2  | 0.33 | .987 |
| 2007–08      | Manchester Monarchs | AHL          | 1  | 0  | 1  | 59    | 1   | 0  | 1.02 | .974 |
| 2009–10      | Los Angeles Kings   | NHL          | 6  | 2  | 4  | 360   | 21  | 0  | 3.50 | .884 |
| 2010–11      | Los Angeles Kings   | NHL          | 6  | 2  | 4  | 380   | 20  | 1  | 3.16 | .913 |
| 2011–12      | Los Angeles Kings   | NHL          | 20 | 16 | 4  | 1,238 | 28  | 3  | 1.41 | .946 |
| 2012–13      | Los Angeles Kings   | NHL          | 18 | 9  | 9  | 1.099 | 34  | 3  | 1.86 | .934 |
| 2013–14      | Los Angeles Kings   | NHL          | 26 | 16 | 10 | 1,605 | 69  | 2  | 2.58 | .911 |
| 2015–16      | Los Angeles Kings   | NHL          | 5  | 1  | 4  | 296   | 15  | 0  | 3.04 | .886 |
| 2017–18      | Los Angeles Kings   | NHL          | 4  | 0  | 4  | 271   | 7   | 0  | 1.55 | .947 |
| 2021–22      | Los Angeles Kings   | NHL          | 7  | 3  | 4  | 385   | 22  | 1  | 3.43 | .904 |
| Celkem v NHL | Celkem v NHL        | Celkem v NHL | 92 | 49 | 43 | 5,635 | 217 | 10 | 2.31 | .921 |

### Reprezentace
| Rok                       | Tým                       | Soutěž                    | Z | V | P | R | MIN | OG | ČK | POG  | %ChS |
| ------------------------- | ------------------------- | ------------------------- | - | - | - | - | --- | -- | -- | ---- | ---- |
| 2014                      | USA                       | OH                        | 5 | 3 | 2 | 0 | 304 | 11 | 0  | 2.17 | .923 |
| 2016                      | USA                       | SP                        | 2 | 0 | 2 | 0 | 118 | 7  | 0  | 3.56 | .863 |
| Seniorská kariéra celkově | Seniorská kariéra celkově | Seniorská kariéra celkově | 7 | 3 | 4 | 0 | 422 | 18 | 0  | 2.55 | .907 |